# Groot Dorregeest
Groot Dorregeest is een buurtschap in de gemeente Uitgeest, in de Nederlandse provincie Noord-Holland. Het ligt pal ten noorden van het dorp Uitgeest aan het Uitgeestermeer.
Groot Dorregeest vormt samen met Klein Dorregeest het gebied de Dorregeest, een deel van dit gebied is tegenwoordig natuurgebied. Dorregeest wordt soms ook gebruikt om beide kernen in het gebied te duiden. De twee geclusterde woonkernen van de buurtschappen liggen echter niet aaneen gelegen.
Vlak bij Groot Dorregeest, in het deel van de Klein Dorregeest dat nog onder de gemeente Uitgeest valt staat de Dorregeestermolen, een poldermolen uit 1896.
Dorpen en gehuchten: Assum · Limmerkoog · Uitgeest

Buurtschappen: Busch en Dam (deels) · Groot Dorregeest · Klein Dorregeest (deels)

Noord-Holland: Steden en dorpen in Noord-Holland      Nederland: Provincies · Gemeenten